# Perico Ripiao
Se denomina perico ripiao a un conjunto integrado por tres o cuatro músicos, cuya especialidad consiste en ejecutar ritmos folklóricos dominicanos, especialmente merengue, mangulina o carabiné, utilizando instrumentos como la tambora dominicana, la güira y el acordeón, en la generalidad de los casos, pero, es frecuente agregar una marimba (instrumento que es construido de forma artesanal) que hace las voces de bajo.

## Origen del nombre
Hay dos versiones sobre su origen:
La primera:
El perico o loro es un ave cuya carne era consumida por los campesinos, comparando el nuevo ritmo con el dicho animal, tratando de reflejar lo simple de esa música.
La segunda:
En Santiago de los Caballeros existió una casa de citas, donde llegaban conjuntos a interpretar música típica. Este negocio se llamaba "Perico Ripiao", de donde surgió el nombre.

## Trivia
- A principios del siglo XX, se le agrega al perico ripiao un nuevo instrumento: el saxofón.
- Es muy común llamar perico ripiao al merengue típico de la República Dominicana.
- En 2002 se filmó una película que lleva ese nombre.